# 袁彦鹏
袁彦鹏（1952年—），河北宁晋人。中华人民共和国政治人物。
历任劳动和社会保障部人事教育司司长。2007年2月任劳动和社会保障部副部长。2008年3月任中央纪委驻人力资源和社会保障部纪检组组长。2012年11月14日，当选中国共产党第十八届中央纪律检查委员会委员。